# Nat Cavus
Il Nat Cavus è una formazione geologica della superficie di Marte.